# Belluru, Nagamangala
Belluru là một làng thuộc tehsil Nagamangala, huyện Mandya, bang Karnataka, Ấn Độ.